# Dromopoda
Los dromópodos (Dromopoda) son una subclase de arácnidos. Incluye a los murgaños o segadores (Opiliones), pseudoescorpiones (Pseudoscorpionida), escorpiones (Scorpiones) y solífugos (Solifugae).
Análisis morfológicos y moleculares combinados han demostrado que esta subclase es monofilética. Sin embargo, un análisis estrictamente molecular no apoyó la monofilia de Dromopoda.

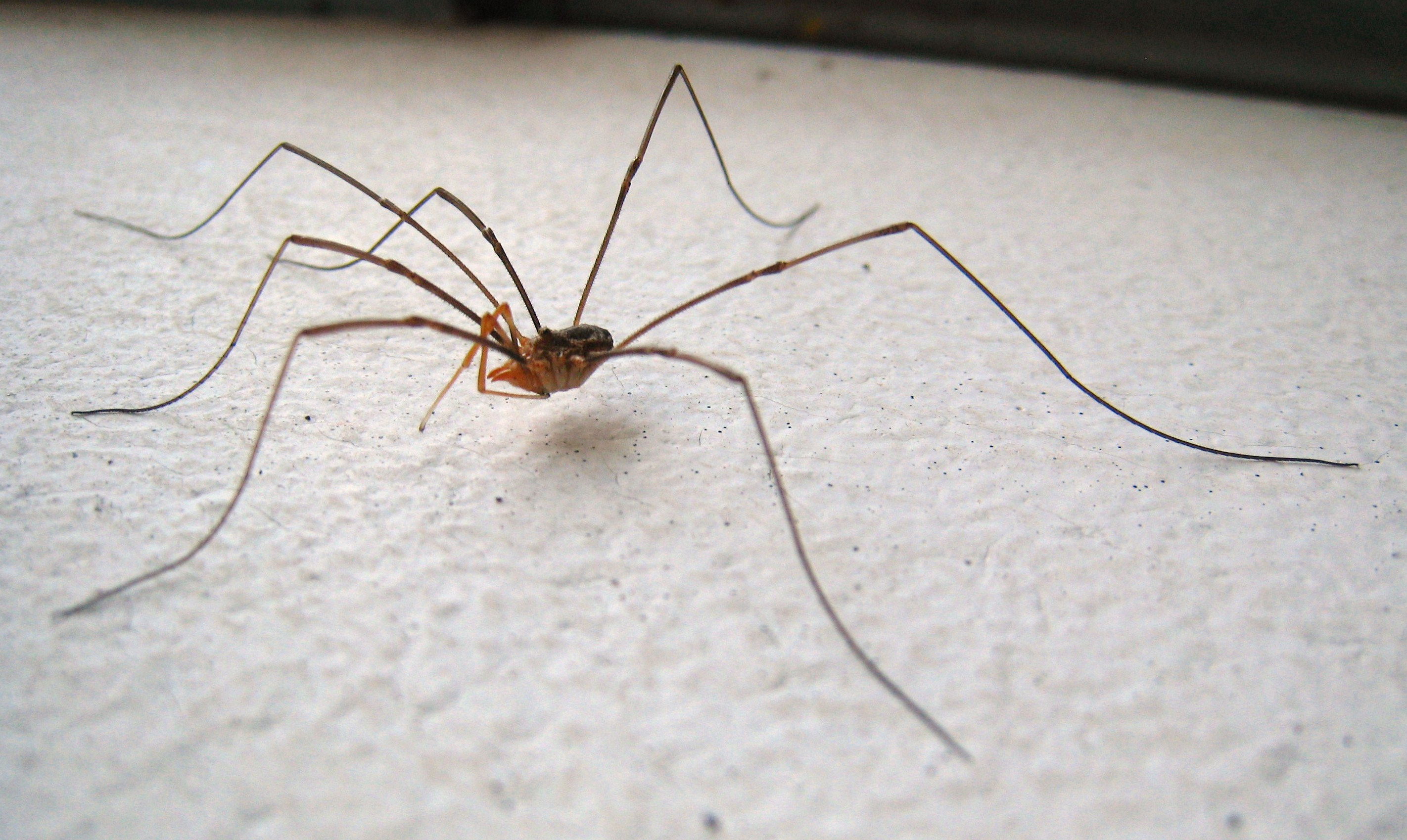
Phalangium opilio